# Doppio decadimento beta
Il doppio decadimento beta, o decadimento doppio beta, (simbolo ββ o 2β) è un decadimento radioattivo molto raro in cui un nucleo atomico decade in un altro attraverso la trasformazione simultanea di due neutroni del suo nucleo in due protoni, oppure viceversa. Come per i decadimenti beta singoli, il numero di massa viene in tal modo conservato. L'idea della possibilità di questo decadimento fu proposta dalla fisica Maria Goeppert-Mayer nel 1935. Dopo vari tentativi nel corso degli anni il processo fu osservato per la prima volta con sufficiente certezza nel 1987 nel nuclide 82Se che in tal modo si trasforma in 82Kr.
Questa trasformazione nucleare è tra le più rare che si conoscano, è stata riscontrata in circa una ventina di nuclidi diversi e inoltre in questi casi si osservano vite medie che vanno da ~1018 anni a ~1022 – 1024 anni (per confronto, l'età stimata dell'Universo è dell'ordine di ~1010 anni).
In ogni doppio decadimento beta normale, che nel Modello standard è un processo permesso, ma del secondo ordine, la trasformazione nucleare è sempre accompagnata dall'emissione di due (anti-)neutrini. Basandosi sull'ipotesi di una natura differente del neutrino (neutrino di Majorana) è stato anche ipotizzato un tipo di doppio decadimento beta in violazione della conservazione del numero leptonico, che vedrebbe realizzata la stessa trasformazione nucleare già vista, senza però l'emissione di neutrini, detto «doppio decadimento beta senza neutrini» (vide infra).

## Doppio decadimento beta normale
Il doppio decadimento beta normale, indicato talvolta ββνν o anche ννββ, può anche essere interpretato come il verificarsi di due decadimenti beta che avvengano però contemporaneamente. Esso porta quindi allo stesso nuclide finale dei due decadimenti beta corrispondenti in successione. In tutti i casi si produce un elemento chimico che è due caselle più avanti (o più indietro) nella Tavola periodica, rispetto a quello iniziale:
AZE   →   AZ±2E

### Condizioni generali
Per un nuclide iniziale di dato numero atomico Z il doppio decadimento beta può avvenire se l'energia di decadimento al nuclide Z±2 risulta positiva ma, al tempo stesso, se però quella del decadimento al nuclide Z±1 risulta negativa (impossibile) o fortemente soppressa da regole di selezione; altrimenti, avvengono due singoli decadimenti beta in successione.

### Tipi e meccanismi
Come per il decadimento beta singolo, il doppio decadimento beta può essere distinto in due tipi principali: il doppio decadimento beta negativo e il doppio decadimento beta positivo.
Nel doppio decadimento beta negativo, indicato con il simbolo 2β− (o β−β−) due neutroni del nucleo sono convertiti in due protoni, con l'emissione dal nucleo di due elettroni e due antineutrini. 
Il doppio decadimento positivo, indicato con il simbolo 2β+ (o β+β+) comporta in ogni caso la trasformazione inversa rispetto al 2β−, cioè la trasformazione di due protoni in due neutroni, con l'emissione di due neutrini; questa trasformazione si può però realizzare con tre meccanismi diversi a seconda del numero di positroni che vengono emessi dal nucleo (0, 1 o 2). Questi sono descritti qui sotto in ordine crescente di richiesta energetica (Q) per la trasformazione del nuclide iniziale nel nuclide finale:
- doppia cattura elettronica (2ε o εε): il nucleo atomico cattura due elettroni (come nella cattura monoelettronica, preferibilmente dal guscio elettronico 1s[14]) ed emette due neutrini; avviene per Q > 0.
- cattura elettronica+emissione di positrone (εβ+): il nucleo atomico cattura un elettrone ed emette un positrone e due neutrini; avviene per Q > 1,022 MeV (equivalente energetico di 2 masse elettroniche).
- doppia emissione di positrone (2β+ o β+β+): il nucleo atomico emette due positroni e due neutrini; avviene per Q > 2,044 MeV (equivalente energetico di 4 masse elettroniche).

## Esempi

### Decadimento doppio beta negativo (2β−)
Un nuclide E di numero atomico Z, soggetto al decadimento doppio beta negativo, si trasforma in un altro nuclide avente numero atomico Z+2, emettendo due antineutrini elettronici e due elettroni, come nello schema generale seguente:
AZE   →   AZ+2E + 2 e− + 2 {\displaystyle {\bar {\nu }}_{e}}       Esempio:  4820Ca   →   4822Ti2+ + 2 e− + 2 {\displaystyle {\bar {\nu }}_{e}}       [Q(2β−) = 4274 keV, T½ = 1,9×1019 anni]
L'atomo prodotto dal decadimento (titanio, in questo caso) è un dicatione.

### Decadimenti doppio beta positivo (2ε,εβ+, 2β+)
Un nuclide E di numero atomico Z, soggetto a un decadimento doppio beta positivo, si trasforma in un altro nuclide avente numero atomico Z−2, emettendo due neutrini elettronici e 0, 1, o 2 positroni, come negli schemi che seguono. In questi casi la doppia cattura elettronica, che è il processo più favorito energeticamente e per il quale deve essere Q(2ε) > 0, accompagna gli altri due quando essi sono permessi, anche se a volte in percentuali piccole o molto piccole; così pure la cattura elettronica con emissione di positrone accompagna la doppia emissione di positrone quando questa è permessa. A tal proposito, le energie di decadimento (Q) di ciascuna trasformazione permessa devono essere positive; le relazioni energetiche sono le seguenti:
Q(εβ+) = Q(2ε) − 1022 keV > 0
Q(2β+) = Q(2ε) − 2044 keV > 0

#### Doppia cattura elettronica (2ε)
AZE   →   AZ−2E + 2 {\displaystyle \nu _{e}}       Esempio:  4020Ca   →   4018Ar + 2 {\displaystyle \nu _{e}}       [Q(2ε) = 193,51 keV, T½ = 3×1021 anni]
L'atomo prodotto dal decadimento (argon, in questo caso) è elettricamente neutro.

#### Cattura elettronica con emissione di positrone (εβ+)
AZE   →   AZ−2E + e+ + 2 {\displaystyle \nu _{e}}       Esempio:  6430Zn   →   6428Ni− + e+ + 2 {\displaystyle \nu _{e}}       [Q(2ε) = 1094,7 keV, T½ > 1,2×1022 anni]
L'atomo prodotto dal decadimento (nichel, in questo caso) è un anione.

#### Doppia emissione di positrone (2β+)
AZE   →   AZ−2E + 2 e+ + 2 {\displaystyle \nu _{e}}       Esempio:  7836Kr   →   7834Se2− + 2 e+ + 2 {\displaystyle \nu _{e}}       [Q(2ε) = 2849,96 keV, T½ = 2,3×1020 anni]
L'atomo prodotto dal decadimento (selenio, in questo caso) è un dianione.

## Doppio decadimento beta senza neutrini

Diagramma di Feynman di un doppio decadimento beta in assenza di neutrini, con due neutroni che decadono in due protoni. I soli prodotti emessi in questo processo sono due elettroni. Questo può accadere se il neutrino e l'antineutrino sono la stessa particella (cioè un neutrino di Majorana). In tal caso lo stesso neutrino può essere emesso e assorbito all'interno del nucleo. Nel doppio decadimento beta convenzionale vengono emessi dal nucleo due elettroni e due antineutrini, uno da ogni vertice con un bosone W. La rivelazione di un doppio decadimento beta senza neutrini sarebbe quindi una dimostrazione che i neutrini sono particelle di Majorana.

I processi descritti prima sono conosciuti come doppio decadimento beta con neutrini, in quanto sono emessi due neutrini (o antineutrini). Tuttavia, qualora neutrino ed antineutrino non fossero particelle realmente distinte, cioè se fossero particelle di Majorana, sarebbe possibile osservare un doppio decadimento beta senza neutrini. Nel doppio decadimento beta senza neutrini, l'antineutrino emesso è assorbito immediatamente da un altro nucleone del nucleo. Quindi, la somma delle energie dei due elettroni emessi è esattamente pari alla differenza di massa, moltiplicata per c2, tra il nucleo iniziale e quello finale.
Esistono diversi esperimenti in corso per lo studio del doppio decadimento beta senza neutrini. La sua scoperta indicherebbe che il neutrino e l'antineutrino sono la stessa particella. Un modello teorico, attualmente tra i migliori, che possa descrivere questo fenomeno è quello sviluppato da Majorana.
Uno degli esperimenti per lo studio del doppio decadimento beta è stato NEMO-3. Questo esperimento è stato condotto in un laboratorio sotterraneo all'interno del traforo del Frejus, nei pressi di Modane. La presa dati è iniziata nel gennaio 2003 ed è terminata nel gennaio del 2011. In questi otto anni non è stato osservato alcun doppio decadimento beta in assenza di neutrini. L'esperimento NEMO-3 sarà seguito dal "SuperNEMO", un esperimento analogo ma condotto con apparecchiature più potenti.
Nel novembre del 2010 è stato inaugurato in Italia l'esperimento GERDA. Anche questo esperimento ha come obiettivo la ricerca del doppio decadimento beta in assenza di neutrini. Durante la prima fase di raccolta dati dell'esperimento, iniziata a novembre 2011 e terminata a maggio 2015, non sono stati osservati eventi di doppio decadimento beta in assenza di neutrini Nel dicembre 2015 è iniziata la seconda fase della raccolta dati.